# Bala de cañón (cómic)
Bala de Cañón (Samuel Zachary Guthrie) es un superhéroe de Marvel Comics, asociado con los X-Men. Creado por el escritor Chris Claremont y el artista Bob McLeod, hizo su primera aparición en Marvel Graphic Novel # 4, en 1982.
Charlie Heaton interpreta a Bala de Cañón en la película The New Mutants (2020).

## Biografía ficticia

### Origen
Sam Guthrie nació en Cumberland, Kentucky. Cuando era niño, él intentó ayudar a su familia trabajando en la mina de carbón en la que su padre había trabajado antes de morir. Dada la naturaleza peligrosa de este trabajo, Sam se encontró atrapado en un pozo de la mina que colapso. Al tratar de rescatar a su compañero de trabajo, el Sr. Lewis, un amigo de su padre que lo había introducido en el trabajo, Sam inconscientemente activó su habilidad mutante y la utilizó para salvarse a sí mismo y a Lewis en la mina. Este incidente llevó a Sam de ser encontrado por Donald Pierce, el Alfil Blanco del Club Fuego Infernal, quien lo contrató como mercenario para el Club, y lo utilizó en un complot para atacar a los Nuevos Mutantes. Sam se volvió contra Pierce. El Profesor Charles Xavier vio las cualidades dentro de Sam y le pidió unirse a su equipo. Bala de Cañón dejó a su familia de agricultores para unirse al equipo.

### Nuevos Mutantes
Sam formó una estrecha amistad con sus compañeros de equipo Sunspot y Wolfsbane. Sam tenía una rivalidad permanente con Danielle Moonstar por el liderazgo del equipo.
Inicialmente, Sam se enamoró de su compañera, Magma, pero nunca fue correspondido. Con el equipo, también combatió por primera vez a los Hellions. Sam también se reúne y comparte su primer beso con la joven mutante Estrella de Fuego, entonces un estudiante de la Academia de Massachusetts. Sin embargo, las maquinaciones de la directora del colegio, Emma Frost, los obliga a separarse antes de que puedan desarrollar su relación.
Bala de Cañón, después salva la vida de la estrella de rock intergaláctica Lila Cheney, con quien mantuvo una relación sentimental. Debido a la naturaleza de la carrera de Lila, su relación se acabó poco a poco. Después regresó a Kentucky. Allí, él se reúne con Dazzler y su propio hermano, Jay, para salvar la vida de Lila.
A instancias del dios nórdico Loki, la Enchantress secuestra a los X-Men. En el reino de Asgard, Sam vaga por los túneles por debajo de la tierra, y se encuentra con un grupo de enanos que están siendo atacados por Malekith. Él les ayuda a salvar la vida de Kindra, hija de Eitri, príncipe de los enanos. Él desarrolla un afecto hacia Kindra. Para su desgracia, el equipo tuvo que volver a la Tierra.
Los nuevos mutantes se encontraron bajo la dirección de Magneto, a instancias del Profesor Xavier. Pero el liderazgo de Magneto no asentó bien con el equipo, y Bala de Cañón comenzó a mostrar un cierto grado de independencia y la rebelión contra la autoridad. Estos rasgos se hicieron más fuertes a medida que maduraba.
Tiempo después, los Nuevos Mutantes luchan contra el Club Fuego Infernal sobre los restos de la Mansión X. Al ver a Magneto aliado con ellos, el equipo formalmente rechaza el liderazgo de Magneto. Más tarde, Sam comienza a manifestar afecto por su nueva compañera de equipo, Boom-Boom.
Más tarde, el equipo se encuentra con Cable. Tras algunas aventuras a su lado, el equipo termina aceptándolo como su nuevo líder.

### Fuerza-X
Bala de Cañón y los Nuevos Mutantes dejaron la supervisión de los X-Men y se unieron con Cable, para convertirse en Fuerza-X. Cable nombró a Bala de Cañón como segundo al mando y líder de campo del equipo. Bala de Cañón estuvo a punto de ser asesinado por el mutante Sauron, durante un enfrentamiento con una encarnación con la Hermandad de mutantes diabólicos. Sin embargo, sólo unos pocos minutos más tarde, se curó milagrosamente. Cable reveló que él había elegido a Sam para liderear a los Nuevos Mutantes inicialmente porque sospechaba que era un "External" (un tipo raro de mutantes virtualmente inmortales). Cable había llegado para entrenar a Sam para luchar contra Apocalipsis. Muchos Externals, como Saúl y Gideon, también llegaron a creer que Sam era uno de ellos. Cable y Sam desarrollaron una profunda relación del tipo padre-hijo.
Cuando Cable finalmente se alejó de Fuerza-X, debido a que sus prioridades dieron un cambio radical. Bala de Cañón asumió el liderazgo del grupo al 100%.

### X-Men
Conforme el tiempo pasó, Fuerza-X restableció los lazos con los X-Men. Sam oficialmente acepta una invitación para unirse a los X-Men. En un principio, Sam estuvo entusiasmado, pero después Sam se vuelve inseguro de sí mismo y sus habilidades. Durante su tiempo con los X-Men, Bala de Cañón encontró su relación con Boom-Boom tensa. Fue tan tensa que finalmente se terminó. Durante su tiempo con los X-Men, también se infiltró en la campaña presidencial del candidato anti-mutante Graydon Creed, utilizando el alias de "Samson Guthry". Sam fue capaz de permanecer sin ser detectado, hasta que Creed fue asesinado en la víspera de la elección. Más tarde, tomando como pretexto la enfermedad de su madre, Sam dejó a los X-Men. Bala de Cañón se reunió con Fuerza-X y se convirtió en líder del equipo de nuevo. El equipo finalmente encontró un nuevo mentor llamado Pete Wisdom, que presentó el equipo con el mundo del espionaje. En una misión con Wisdom, Sam y los demás miembros de Fuerza-X tuvieron que fingir su muerte.

### X-Corporation
Después de la disolución de Fuerza-X, Bala de Cañón se unió a varios de sus excompañeros en París, Francia, dentro de la red internacional mutante X-Corporación. Su tiempo con X-Corporación no fue agradable. En su primera misión, Darkstar murió. En el funeral de Darkstar, Xavier dio a Sam una nota, con el paradero de Lila Cheney. Sam decidió tomarse un tiempo lejos de la X-Corporation.
Aunque lejos, Sam reavivó su relación amorosa con Lila Cheney durante un tiempo. Sam se alió con Tormenta y sus X-Treme X-Men. Más tarde, el equipo regresó a la Mansión X. Sam se reúne brevemente con Cable y Fuerza-X para combatir la amenaza de Skornn.

### Regreso con los X-Men
Sam volvió eventualmente con los X-Men. Pronto, sufre la muerte de su hermano Jay, quien es asesinado por William Stryker.
Más tarde, Bala de Cañón será instrumental para ayudar a salvar la Mansión X del ataque de los Merodeadores. Junto con Hombre de Hielo, logra evitar que los villanos tomen los Diarios de Destiny.
Después de que Cíclope disuelve a los X-Men, Bala de Cañón vuelve a casa. Su hermana Paige, alias Husk lo recoge en el aeropuerto, muy contentos de tenerlo de vuelta con la familia.
Más tarde, Sam ayuda a un nuevo equipo de jóvenes X-Men, que caen bajo una trampa del cyborg Donald Pierce.
Sam es pronto llamado por Cíclope, que le informa que los X-Men se reformaron y se establecieron ahora en San Francisco.

### Regreso de los Nuevos Mutantes
Más tarde, Danielle Moonstar y Karma, se extravian en una misión en Colorado. Por iniciativa de Cíclope, Sam reúne de nuevo a los originales Nuevos Mutantes. Con este nuevo equipo, Sam combate amenazas como los demonios del Limbo y Legión, así como el ataque de los Purifiers en la isla de Utopía.

### Regenesis
Tras el cisma de los X-Men, los Nuevos Mutantes se desintegran, y Sam opta por seguir a Wolverine en su nueva "Escuela Jean Grey para jóvenes dotados".

### Vengadores
Bala de Cañón termina convirtiéndose en miembro de los Vengadores.

## Poderes
Bala de Cañón es un mutante con la capacidad de generar energía termoquimica para volar. Esto es, una propulsión a chorro, como si fuera una bala viviente. Una vez en el aire, es invulnerable. Su campo de energía es impenetrable por cualquier ataque físico. Sam también puede disparar ráfagas de energía termoquímica.
Se supone que al ser miembro del linaje mutante conocido como los Externals, Bala de Cañón es virtualmente inmortal. En realidad si puede morir, aunque es muy resistente a los efectos de la edad y a cualquier herida, que para otro mutante sería mortal.

## Otras versiones

### Era de Apocalipsis
Sam y su hermana Elizabeth trabajan a las órdenes de Mr. Siniestro.

### Ultimate Bala de Cañón
Bala de Cañón es parte de la llamada Academia del Mañana de Emma Frost.

## En otros medios

### Televisión
- Bala de Cañón apareció en algunos capítulos de la serie animada X-Men, con la voz de Adrian Egan.

- Bala de Cañón también apareció en algunos episodios de X-Men: Evolution, con la voz de Bill Switzer. Esta versión es un miembro del equipo junior de X-Men, los Nuevos Mutantes.

### Cine
- El nombre de Sam y su hermana Paige aparecen en la lista de mutantes de Mystique en la película X-Men 2.
- Charlie Heaton fue elegido para interpretar a Samuel "Sam" Guthrie / Cannonball en The New Mutants, escrita y dirigida por Josh Boone.[24] Esta versión provoca accidentalmente el colapso del pozo de la mina que mató a su padre y a sus compañeros mineros. Pasa gran parte de la película tratando de controlar sus poderes, lo que hace que esté cubierto de moretones y tenga un brazo roto.

### Videojuegos
- Bala de Cañón es un personaje oculto en la versión de PSP de X-Men Legends II: Rise of Apocalypse.
- Bala de Cañón es un personaje desbloqueable en el juego de Facebook Marvel: Avengers Alliance.